# Results
Results is een Amerikaanse romantische filmkomedie uit 2015, geschreven en geregisseerd door Andrew Bujalski. De film ging in première op 27 januari op het Sundance Film Festival in de U.S. Dramatic Competition.

## Verhaal
Danny is rijk, gescheiden en voelt zich miserabel. Om zijn verveling tegen te gaan, bezoekt hij de lokale sportschool. Daar ontmoet hij de zelfbenoemde goeroe en eigenaar Trevor en de onweerstaanbare trainster Kat. Het leven van deze twee persoonlijke trainers wordt overhoop gegooid door de acties van hun nieuwe rijke klant. 

## Rolverdeling
| Acteur               | Personage |
| -------------------- | --------- |
| Guy Pearce           | Trevor    |
| Cobie Smulders       | Kat       |
| Kevin Corrigan       | Danny     |
| Giovanni Ribisi      | Paul      |
| Anthony Michael Hall | Grigory   |
| Brooklyn Decker      | Erin      |